# Iglesia de San Luis de los Franceses (Moscú)
La Iglesia de San Luis de los Franceses (en ruso: церковь Святого Людoвика Французского в Москве) es una iglesia católica ubicada en el barrio de la Lubianka, en el centro de Moscú. La iglesia pertenece a la parroquia francesa del mismo nombre que está en el origen de su construcción.
Por un acuerdo con Francia el 31 de diciembre de 1786 , el salón francés en Rusia dio su permiso para abrir sus iglesias: con la libertad total de culto otorgada a a los súbditos franceses en Rusia , bajo la concesión de la tolerancia perfecta de todas las religiones, pudiendo realizar libremente los deberes de su religión, celebrar de acuerdo con su rito, tanto en sus hogares y en sus iglesias , sin tener problemas para cumplir con ello.
El 24 de noviembre de 1835, la Iglesia francesa de San Luis es consagrada por el decano de Moscú, el arzobispo Igor Motchoulevski en presencia "de todas las autoridades de la ciudad". 
Desde la revolución de 1991, la iglesia fue devuelta a la parroquia francesa. Un nuevo sacerdote, el padre Bernard Léannec, fue nombrada tras restauración de la jerarquía católica en Rusia. La Iglesia de San Luis de los Franceses es un símbolo del catolicismo en Rusia, además de la libertad y de la tolerancia religiosa . Ella fue visitado sucesivamente por el general De Gaulle en 1944 y el 3 de diciembre de 1964, por Konrad Adenauer, Lech Walesa y Jacques Chirac, y otras figuras políticas y religiosas.